# Толстиков, Николай Степанович
Николай Степанович Толстиков (род. 22 декабря 1946 года) — советский хоккеист, хоккейный тренер. Заслуженный тренер России.

## Карьера
Воспитанник хоккейной школы московского ЦСКА. В 1964-72 годах 123 раза выходил на лёд, защищая ворота ЦСКА. В составе армейцев два раза (1966, 1970) становился чемпионом СССР, дважды (1967, 1969) — вице-чемпионом.
В 1969 году вошел в список 34 лучших игроков страны. Трехкратный обладатель Кубка европейских чемпионов. Дважды чемпион мира среди молодежи. Чемпион Всемирной Универсиады. Заслуженный мастер спорта России.
В 1973 году перешёл в ленинградский СКА, а ближе к концу сезона — в команду первой хоккейной лиги СКА МВО. В 1976 году завершил карьеру.
По окончании карьеры игрока тренировал вратарей. В 2000—2002 годах работал с молодёжными и юношескими сборными России, а на чемпионате мира 2003 года был ассистентом главного тренера национальной сборной. В 2004/05 году работал с ЦСКА-2. В 2005-08 годах — тренер вратарей ХК «Северсталь». В сезоне 2008/09 тренировал вратарей команды КХЛ «Атлант» (Мытищи).